# 宝秀站
宝秀站是位于云南省石屏县宝秀镇的一个铁路车站。车站建于1965年，为蒙宝铁路终点，原办理客货运业务，现已废弃，站房已变为当地民宅。车站及其上下行区间均未电气化。车站距离蒙自站142公里，隶属昆明铁路局，原为四等站。
2020年11月，宝秀站及宝秀～石屏段作为石屏米轨小火车二期项目开始整修与恢复，线路全长10.247km。宝秀站总规划面积约48亩，工程包括支砌挡土墙1500m³，道路修复1200米，新建游客服务中心及公厕880㎡，停车场3500㎡，建设健康步道、回廊600㎡、房车营地2000㎡，室外电路、给排水、垃圾处理设施、旅游指示牌附属设施等建设。原计划2021年2月竣工，但由于年久失修且沿途村庄众多，预计2023年完工通车。